# Inés de Guerrico Eguses
Inés de Guerrico Eguses, coneguda pel seu nom religiós María Jacinta (Buenos Aires, 1793 - 1840), va ser una monja caputxina i escriptora de la naixent Argentina republicana, adscrita al discurs confessional de les religioses present en els claustres de l'Amèrica del Sud entre els segles XVII i XIX.

## Biografia
Es desconeixen pocs antecedents biogràfics, la majoria dels quals provenen de cròniques del monestir on va viure i de les cartes autògrafes que va redactar a principis del segle xix. Els seus pares van ser José de Guerrico i María Micaela Eguses. Va pertànyer a l'Ordre de Clarisses Caputxines del claustre de Nostra Senyora del Pilar de Buenos Aires, al qual va ingressar el 14 d'abril de 1818. Un any més tard es va ordenar religiosa de vel negre.

## Obra literària
L'escriptura per part de religioses en els convents del període colonial i fins al segle xix va ser una pràctica comuna en el continent sud-americà, no només a causa que permetia reforçar la fe o perquè se li atorgava una lògica sagramental, sinó perquè a més, permetia «expressar certa inquietud o certa insatisfacció enfront de la realitat viscuda».
En aquest context s'emmarca la tasca literària duta a terme per les monges en els allotjaments i convents del continent entre els segles XVII i XIX, caracteritzades per escriure cartes espirituals, diaris, autobiografies i epistolaris. D'aquesta manera, van destacar els escrits de sor María Jacinta que, al costat dels de la xilena sor Josefa dels Dolors, serien els més coneguts d'aquesta tipologia a la regió.
Els seus escrits es basen en una sèrie de cinc cartes epistolars enviades a José Miguel de Tagle —del que no existeix consens respecte si era un parent seu o no— que probablement es remuntarien a la dècada de 1820, encara que la seva data no és clara.